# Sandiás
Sandiás è un comune spagnolo di 1.585 (2004) abitanti, di superficie 53 km, la densità di popolazione è di 29,84 ab/km², situato nella provincia di Ourense, comunità autonoma della Galizia.

## Geografia fisica
Appartenente alle Terre di A Limia, il comune di Sandiás è situato nella parte centro-meridionale della provincia di Ourense. Confina con i comuni di Xunqueira de Ambía ed Allariz a nord, ad ovest con Vilar de Santos e con Xinzo de Limia ad est e sud. 
Geograficamente il municipio è costituito da una zona montagnosa nella parte più occidentale. Ha un'altitudine che va dai 700 ai 900 metri ed è formata dai monti di Cantariñas, Souteiro, Nogueira e Coalloso. La maggior parte del territorio è però una pianura che arriva fino ad A Lagoa de Antela.

## Storia
Secondo gli storiografi queste terre sono state popolate anticamente. Così dimostrano le vestigia della civiltà romana: quattro miliari, indizi del passaggio di una via romana per il municipio e la probabile presenza di una villa romana che diede nome a Xéminis.
In epoca medievale emerge l'esistenza di un castello che soffrì le conseguenze delle Revoltas Irmandiñas (rivolte dei contadini galleghi contro la nobiltà) a metà del XV secolo. Così, fu distrutto e, dopo, fatto ricostruire.
La Casa di Maceda esercitò la giurisdizione in queste terre ed inoltre, possedeva la torre nell'Età Moderna. Ma, nel XVII secolo passò alla Casa di Santana per l'aiuto che questo casato prestò a Filippo II durante la guerra ispano-portoghese.

## Monumenti
Il comune ha un interessante e ricco patrimonio storico-artistico. 
La chiesa di stile gotico di Santo Stefano (Santo Estevo) di Sandiás, opera del maestro Bartolomeo di Nosendo (1520) ha una navata ed abside rettangolare, archi su colonne con capitelli con motivi rinascimentali. Il suo paliotto, opera di Xoán Fernández, ‘O Mozo’ (il giovane), con zoccolo e diversi temi dipinti è divisa in due corpi. Uno di essi rappresenta i santi Pietro e Paolo. Nell'altro è raffigurato santo Stefano, accompagnato dai santi Lorenzo e Francesco. Il Calvario è nell'attico.
Il santuario di san Bieito da Uceira è ad una sola navata ed ha una facciata incoronata con campanile a ventola e due piramidi ai lati. All'interno, ha un paliotto barocco o neoclassico con immagini di san Raimondo, santa Lucia e san Benedetto.
Altri chiese sono quella di santa Maria a Couso de Limia, la cappella di Arcos, la cappella di Coalloso, la cappella di Zadagos. 
In quanto alle costruzioni civili emergono la torre medievale di O Castro (Il castello di Sandiás). Costruita nel XII secolo, insieme al resto del castello. Oltre all'assalto della Revolta Irmandiña, il castello fu preso dalle truppe inglesi, sotto il comando del duca di Lancaster. Successivamente, fu ricostruito, avendo un ruolo importante nella guerra ispano-portoghese del XVIII secolo. Su questa torre c'è tutto un mondo mitologico e pieno di leggende che hanno come protagonisti i guerrieri e le città sommerse.
Altre costruzioni interessanti sono i tre pazos (ville galiziane) ed una casa nobiliare. La Casona a Santa Ana con pianta a forma di ‘L', con un gran portone e, su questo un interessante scudo. Ha una cappella. Il Pazo di Espido ha una pianta rettangolare, un curioso cammino e sulla porta principale vari scudi. La sua cappella con paliotto barocco in legno si trova vicino all'edificio. Un altro pazo è quello di Penedo fatto innalzare in due fasi. La prima parte è del 1552 ed il più recente del 1758. Quest'ultima è a pianta rettangolare. La cappella del pazo risale al 1542. Il terzo pazo è quello di Telleiro. È caratterizzato da una pianta a forma di ‘O', due scudi e un muro che circonda la costruzione. Si crede che sia della fine del XVII secolo ma che abbia subito importanti modificazioni nel secolo seguente. Ha anche una colombaia circolare. Aveva anticamente anche una cappella.